# Afrohybanthus buxifolius
Afrohybanthus buxifolius (Vent.) Flicker – gatunek roślin z rodziny fiołkowatych (Violaceae). Występuje endemicznie we wschodniej części Madagaskaru. 

## Morfologia
PokrójZimozielone bylina.
LiścieBlaszka liściowa ma lancetowaty kształt. Mierzy 0,8–1,2 cm długości oraz 0,2–0,3 cm szerokości.
Gatunki podobneRoślina jest podobna do gatunku A. enneaspermus, lecz różni się od niego kształtem i rozmiarem liści.

## Biologia i ekologia
Rośnie na wybrzeżu – na wydmach i terenach piaszczystych. 